# Kelly Tang

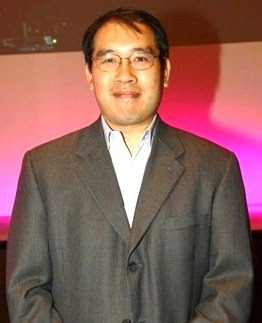
Kelly Tang

Kelly Tang (Singapore, 1961) is een hedendaags Singaporees componist, dirigent en muziekpedagoog.

## Loopbaan
Tang kreeg zijn basisopleiding aan de York Universiteit in Toronto, Canada. Aansluitend studeerde hij aan de Northwestern University in Evanston, Illinois en behaalde daar in 1991 zijn Master of Music in compositie. Aan de Michigan State University in East Lansing promoveerde hij in 1995 tot Ph.D.. Aan deze universiteit heeft hij ook als docent gewerkt. Later ging hij terug naar Singapore en was hij leraar aan het Raffles Junior College  en het St. Theresa Convent. Hij deed ook cursussen voor jonge componisten en compositieworkshops aan het Anglo-Chinese Junior College, Temasek Junior College, Dunman High School en de Nanyang Academy of Fine Arts.
Sinds 1980 is hij artistiek directeur van Eagles Communications. Hij is stichter en directeur van het Nanyang Technological University - National Institute of Education (NIE) Composers' Ensemble, dat zich bezighoudt met de uitvoering van hedendaagse muziek. 
Tang is tegenwoordig professor voor compositie aan de Nanyang Technological University - National Institute of Education, waar hij vooral compositiestudenten en toekomstige muziekleraren opleidt. 
De inspiratiebronnen en compositietechnieken zijn erg uitgebreid en zijn muzikale stijl springt van confluentie van verschillende bronnen, uitgebalanceerd gebruik van zijn onderzoek in de theorieën van Heinrich Schenker (zie ook: Allen Forte en Steven E. Gilbert: Introduction to Schenkerian Analysis. W. W. Norton & Company. (1982) ISBN 0 39395192 8), parametrische (ritmische) analyse, seriële procedures, 18e-eeuws contrapunt en 20e-eeuwse harmonie, vermengd met zijn training in Zuid-Indische trommen onder de legendarische Mrdangam-virtuoos Trichy Sankaran. Zijn werken weerspiegelen ook indrukken van zijn ervaringen als producent van albums van rockmuziek, bewerker van Chinese folksongs en jazzpianist. 

## Composities

### Werken voor orkest
- 1999 Sinfonia Concertante
- 2000 Apocalypso, voor orkest
- 2001 Largo, voor piano en kamerorkest
- 2003 Cog-Ni-Sense
- 2003 Tropicatto, voor viool en orkest
- 2003 Eight Decades, fantasie voor viool en orkest
- 2004 Symphonic Suite on a Set of Singapore Tunes
- 2005 Yuletide Rhapsody
- 2006 Concert suite uit de film «Feet Unbound»
- Concerto, voor piano en orkest

### Werken voor harmonieorkest
- 2001 Highlandler Overture
- 2002 Serenade for Winds
- 2005 Shining Light, voor harmonieorkest
- 2007 Double concerto, voor twee altsaxofoons en harmonieorkest

### Toneelwerken

#### Opera's
- 2007 Intrigues in the Qing Imperial Court

### Werken voor koren
- 1999 Solitary Reaper, voor gemengd koor - tekst: William Wordsworth
- 2004 A Synchrony of Psalms, voor gemengd koor en instrumentaal-ensemble
- 2006 The Daffodils, koralen voor kinderkoor
- 2007 The Snowman, voor gemengd koor
- 2007 Six Significant Landscapes, voor gemengd koor en piano
- Flying without Wings
- She’s out of My Life

### Vocale muziek
- 1998 Because You Loved Me, motet voor sopraan, gemengd koor en orkest
- 2001 Tyger! Tyger! Burning Bright!, voor sopraan en piano - tekst: William Blake

### Kamermuziek
- 1996 Kwintet, voor piano en strijkers
- 2001 Piano Trio, voor viool, cello en piano
- 2005 Duo, voor viool en piano
- 2006 Trio, voor hobo, cello en piano

### Filmmuziek
- 2006 Feet Unbound

- Gemeinsame Normdatei: 1089790031
- Library of Congress Control Number: no97022744
- Virtual International Authority File: 4532841
- WorldCat: E39PBJvCKbv6JTY6HgcxtdR3Qq